# District de Saint-Amand
Le district de Saint-Amand est une ancienne division territoriale française du département du Cher de 1790 à 1795.
Il était composé des cantons de Saint Amand, Charenton, Câteauneuf et Saulzais le Pottier.